# Cantonul Vesoul-Ouest
Cantonul Vesoul-Ouest este un canton din arondismentul Vesoul, departamentul Haute-Saône, regiunea Franche-Comté, Franța.

## Comune
| Comune              | Populație (1999) | Cod poștal | Cod INSEE |
| ------------------- | ---------------- | ---------- | --------- |
| Andelarre           | 119              | 70000      | 70019     |
| Andelarrot          | 242              | 70000      | 70020     |
| Chariez             | 220              | 70000      | 70134     |
| Charmoille          | 442              | 70000      | 70136     |
| Échenoz-la-Méline   | 3 065            | 70000      | 70207     |
| Montigny-lès-Vesoul | 658              | 70000      | 70363     |
| Mont-le-Vernois     | 156              | 70000      | 70367     |
| Noidans-lès-Vesoul  | 2 076            | 70000      | 70388     |
| Pusey               | 1 557            | 70000      | 70428     |
| Pusy-et-Épenoux     | 545              | 70000      | 70429     |
| Vaivre-et-Montoille | 2 293            | 70000      | 70513     |
| Vesoul              | 6 327 (1)        | 70000      | 70550     |